# Schwaden
Die Schwaden (Glyceria), auch Schwadengras, Süßgras oder Süßschwaden genannt, sind eine Pflanzengattung innerhalb der Familie der Süßgräser (Poaceae). Die etwa 40 Arten sind von den Gemäßigten Gebieten bis zu den Subtropen verbreitet.

## Beschreibung

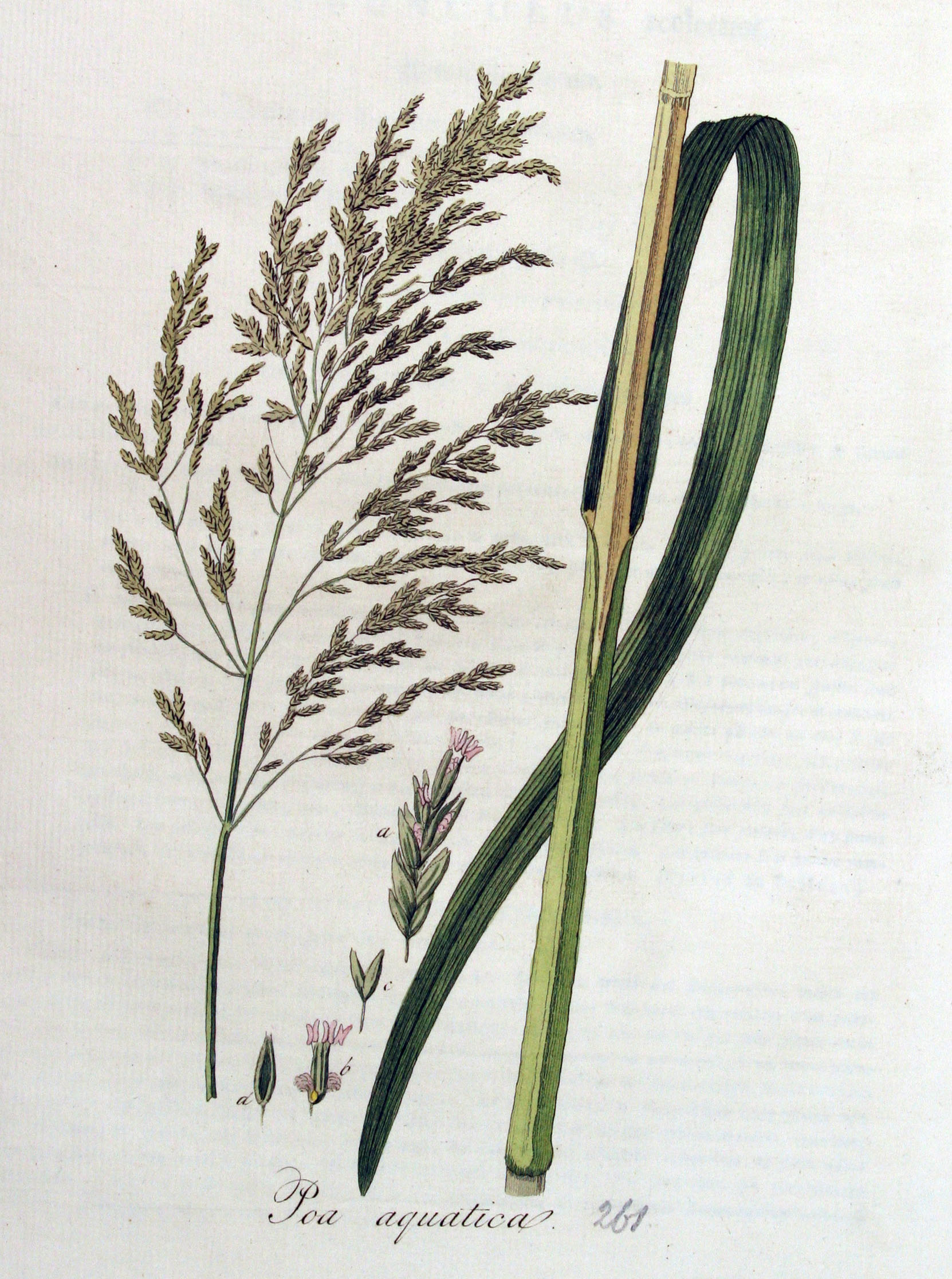
Illustration vom Wasser-Schwaden (Glyceria maxima)

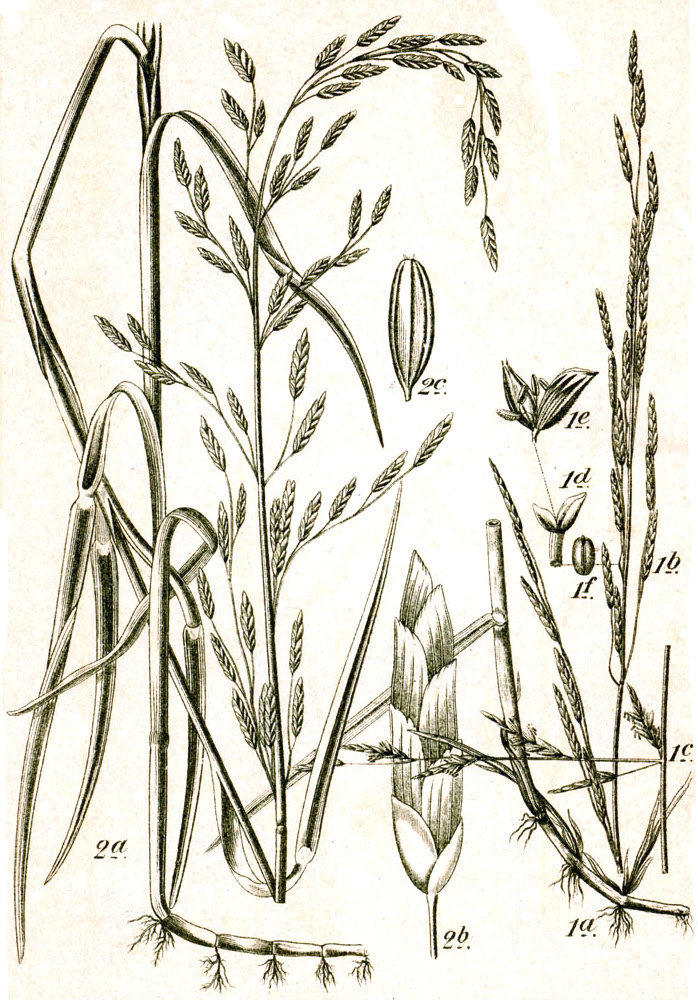
Illustration des 1) Flutenden Schwaden (Glyceria fluitans, rechts) und 2) Gefalteten Schwaden (Glyceria notata, links)

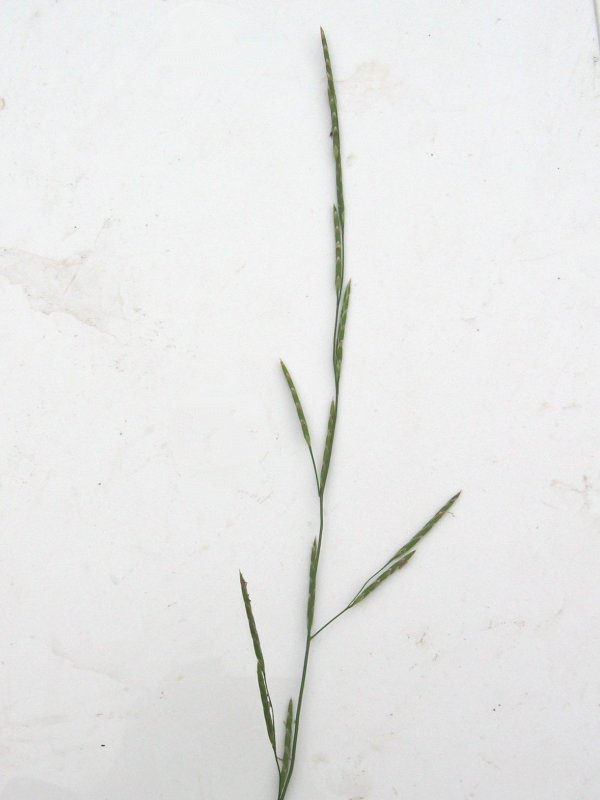
Flutender Schwaden (Glyceria fluitans), Blütenstand

### Vegetative Merkmale
Glyceria-Arten sind ausdauernde krautige Pflanzen. Sie bilden meist unterirdische Ausläufer. Die nichtblühenden Erneuerungstriebe wachsen außerhalb der Blattscheiden (extravaginal). Die Halme stehen aufrecht oder gekniet-aufrecht, haben mehrere Knoten und sind kahl. Die Blattscheiden sind bis zur Spitze verwachsen, kahl und meist leicht rau. Das Blatthäutchen ist ein meist zerfranster häutiger Saum. Die Blattspreiten sind flach, allmählich zugespitzt bis breit abgerundet, auch plötzlich kapuzenartig zusammengezogen. In der Knospenlage sind die Blätter gefaltet.

### Generative Merkmale
Glyceria-Arten bilden relativ große, ausgebreitete bis zusammengezogene rispige Blütenstände. Die Ährchen sind drei- bis vielblütig, annähernd drehrund bis seitlich abgeflacht. Alle Blüten sind zwittrig. Die Ährchenachse ist über der oberen Hüllspelze und zwischen den Blütchen gegliedert und zerfällt zur Fruchtreife. Die Hüllspelzen sind einnervig und kürzer als die unterste Deckspelze, häutig, kahl und glatt bis rau. Die Deckspelzen sind meist sieben- bis neunnervig (fünf- bis elfnervig), haben eine eiförmige bis länglich-lanzettliche Form, häutig und kahl, glatt bis rau, ohne Granne und am Rücken gerundet. Der Rand ist breit trockenhäutig und durchsichtig. Die Vorspelzen sind zweinervig und annähernd so lang wie die Deckspelzen. Die Kiele sind kurz behaart und oft an der Oberseite geflügelt. Es gibt drei, selten zwei Staubblätter. Der Fruchtknoten ist kahl und trägt zwei lange Griffel mit fedrigen Narben.
Die Karyopsen sind länglich-eiförmig bis verkehrt-eiförmig und kahl. Der Embryo ist elliptisch und ungefähr ein Fünftel so lang wie die Frucht. Der Nabel ist strichförmig und zieht sich über die ganze Länge der Frucht.

### Inhaltsstoffe
Mehrere Arten enthalten das cyanogene Glykosid Triglochinin.

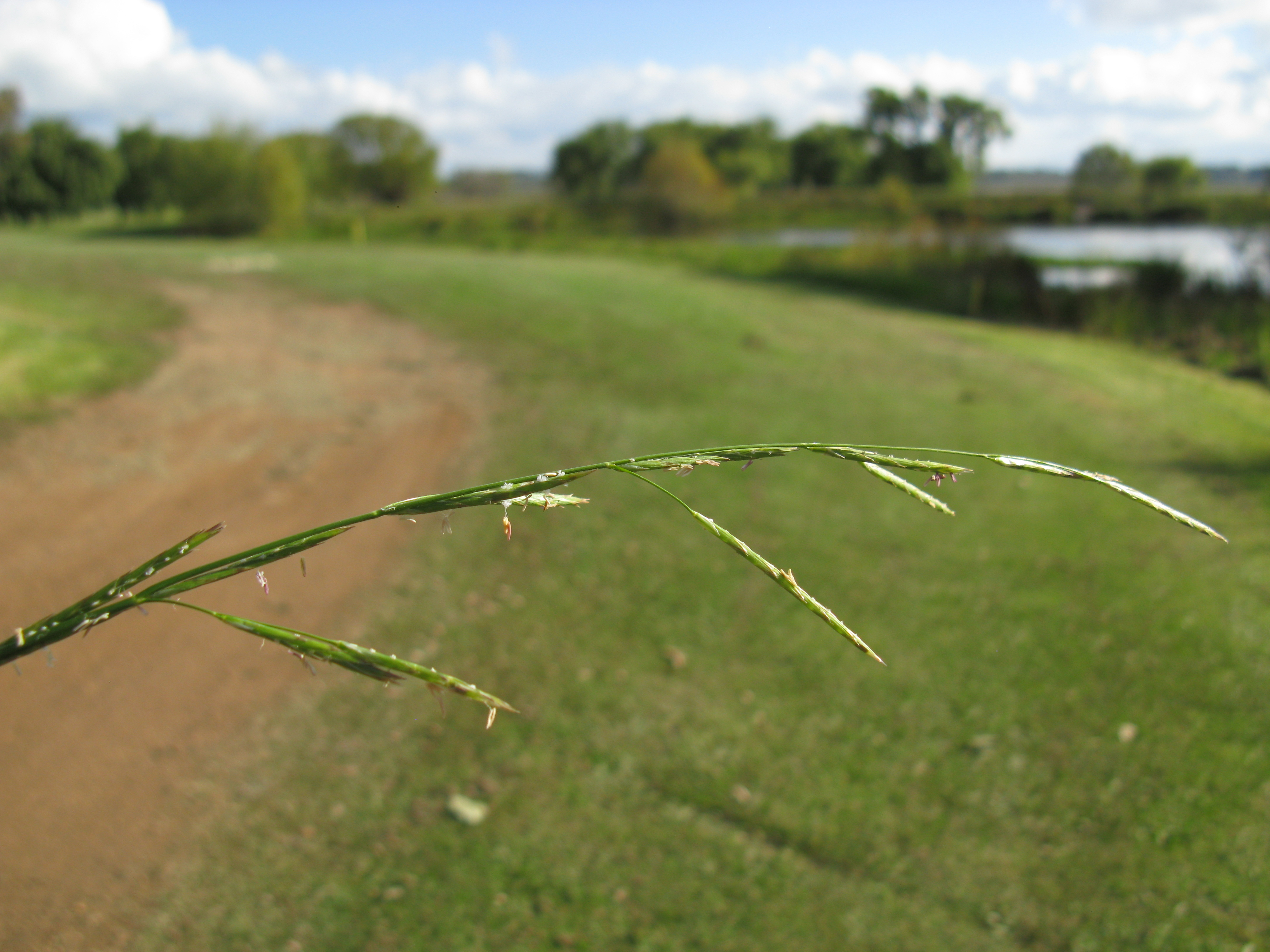
Glyceria australis

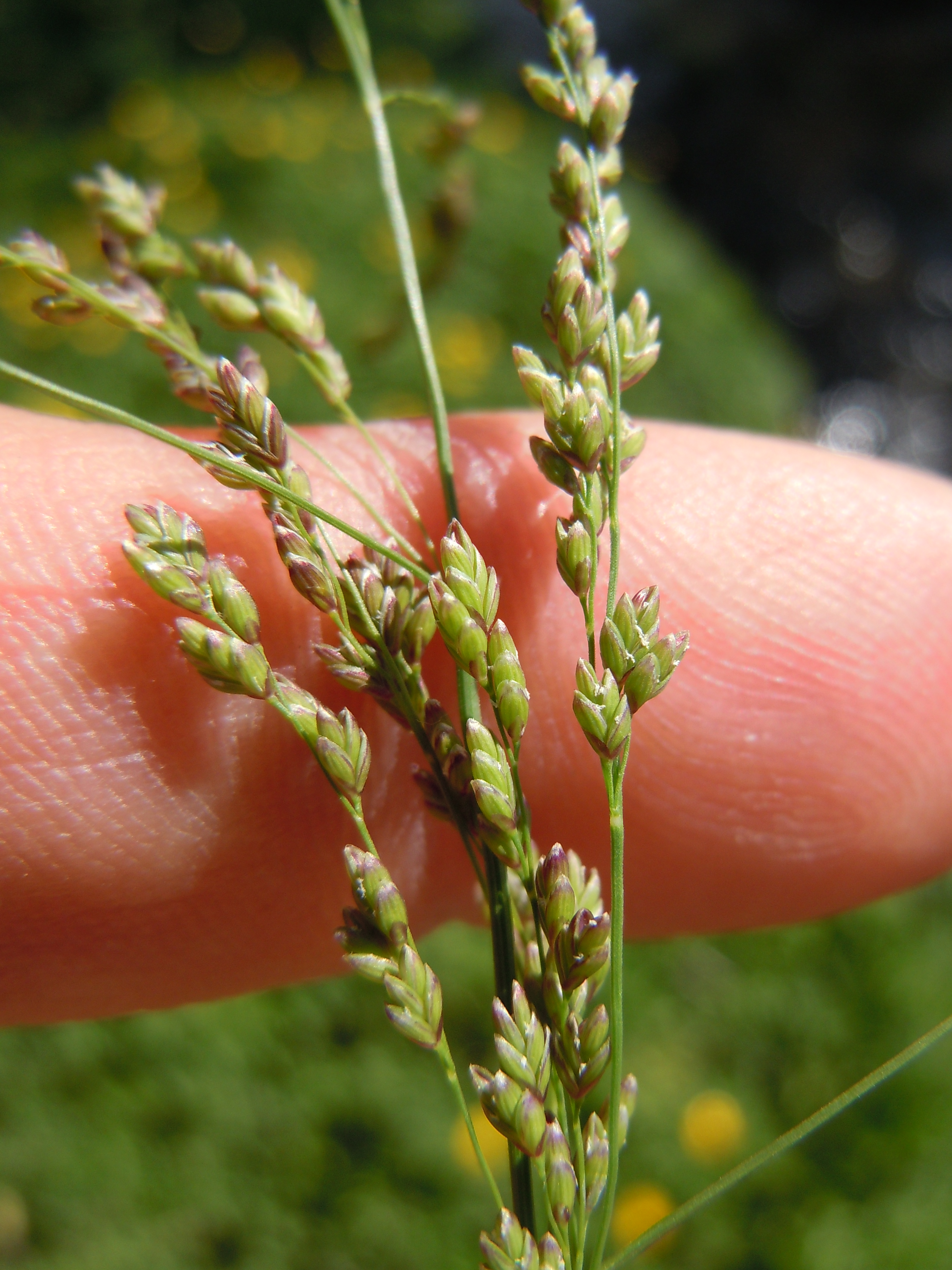
Glyceria elata

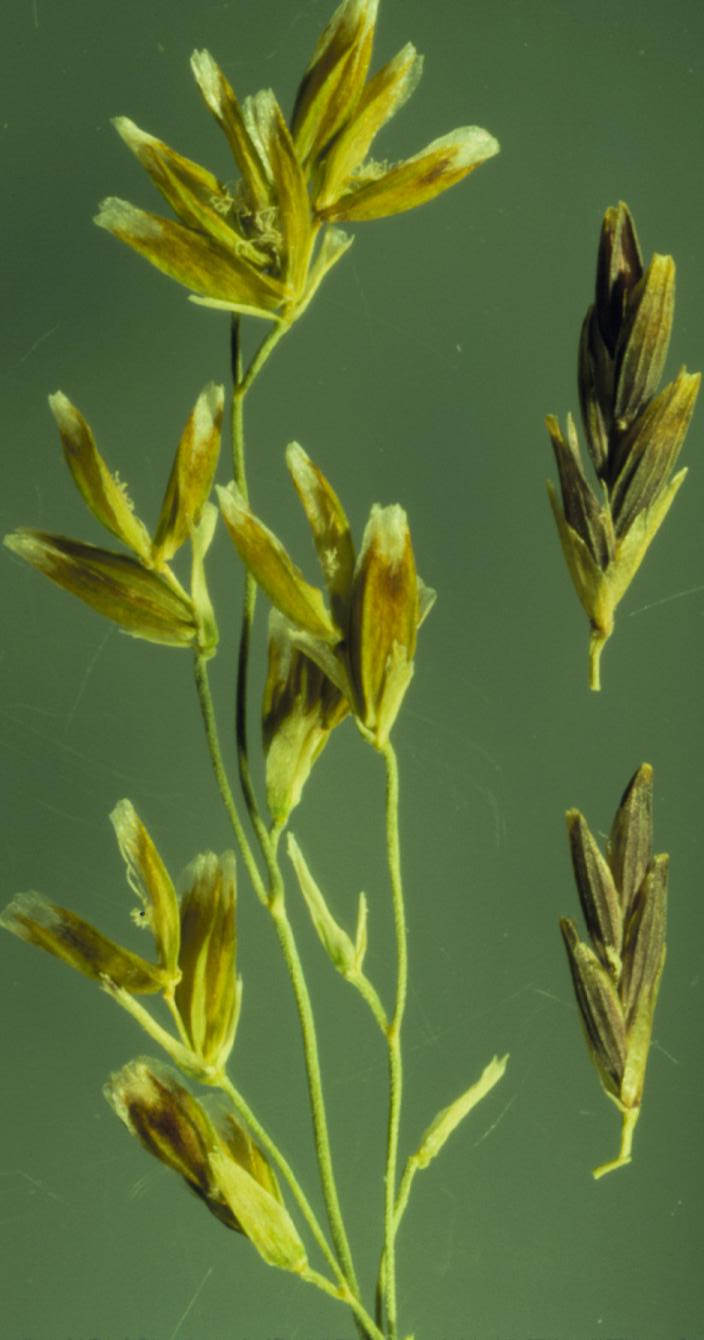
Glyceria grandis

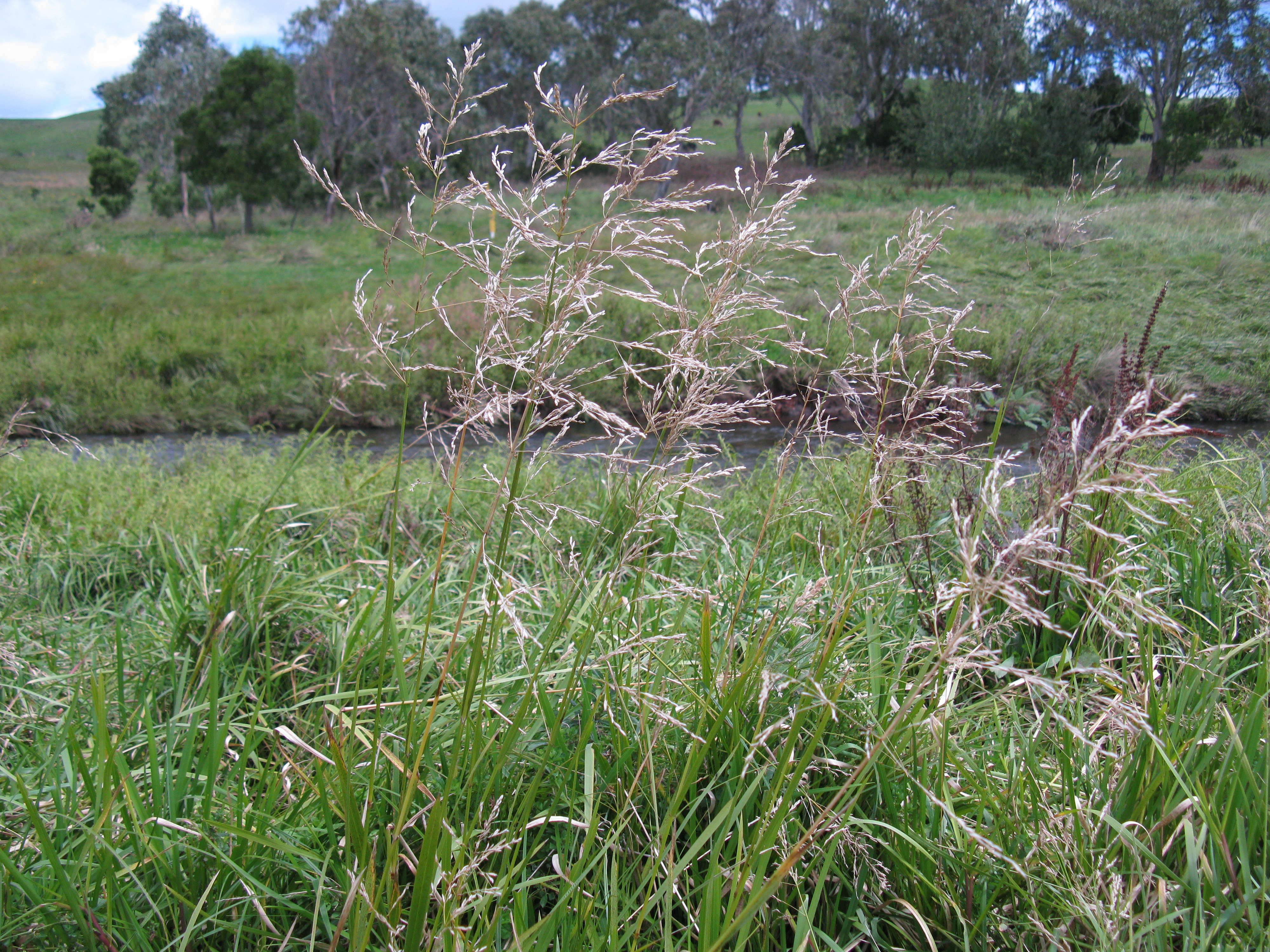
Wasser-Schwaden (Glyceria maxima)

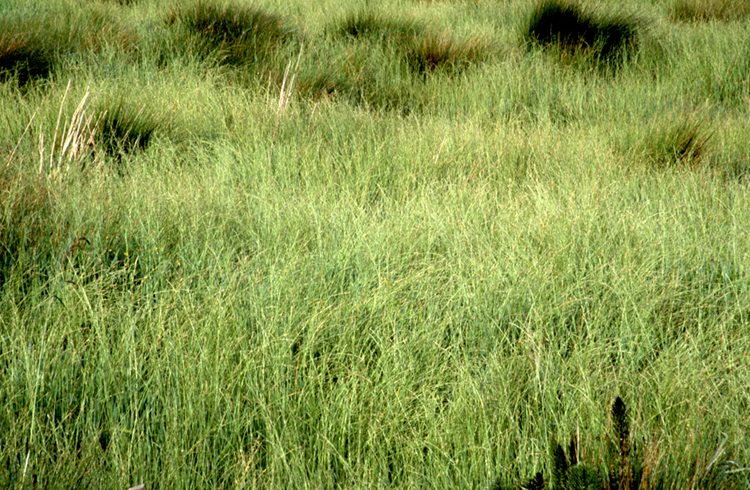
Bestand von Glyceria occidentalis im Humboldt Bay National Wildlife Refuge Complex, Kalifornien

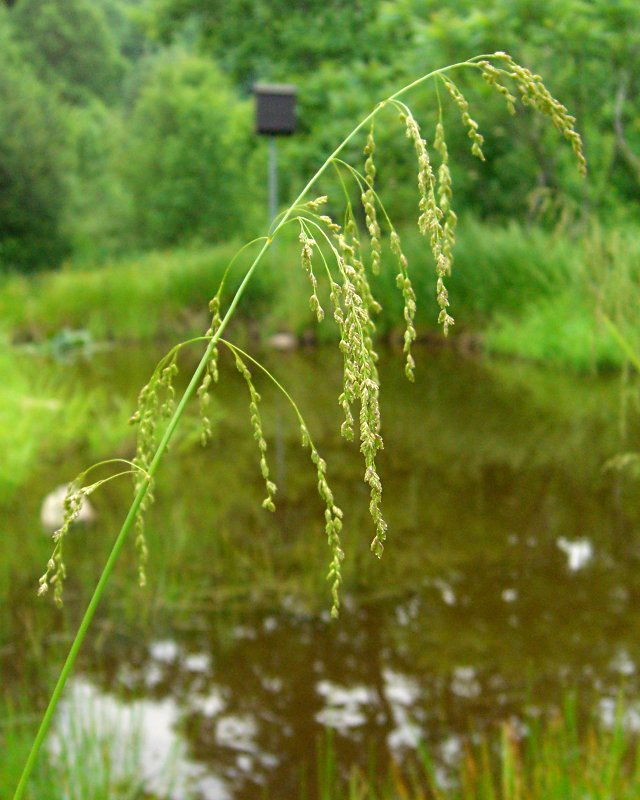
Gestreifter Schwaden (Glyceria striata)

## Systematik und Verbreitung
Die Gattung Glyceria wurde 1810 durch Robert Brown aufgestellt. Typusart ist Glyceria fluitans (L.) R.Br. Synonyme für Glyceria (L.) R.Br. sind: Hydrochloa Hartm. nom. illeg., Hydropoa (Dumort.) Dumort. nom. superfl., Nevroloma Raf., Exydra Endl., Hemibromus Steud., Porroteranthe Steud.
Die Gattung Glyceria gehört zur Tribus Meliceae in der Unterfamilie Pooideae innerhalb der Familie Poaceae.
In Mitteleuropa kommen der Blaugrüner Schwaden (Glyceria declinata), Flutender Schwaden (Glyceria fluitans), Nordischer Schwaden (Glyceria lithuanica), Wasser-Schwaden (Glyceria maxima), Hain-Schwaden (Glyceria nemoralis), Gefalteter Schwaden (Glyceria notata), Gestreifter Schwaden (Glyceria striata) vor. Eine in Mitteleuropa von Natur aus vorkommende Hybride ist der Bastard-Schwaden (Glyceria ×pedicellata F.Towns. = Glyceria fluitans × Glyceria notata).
Die Gattung Glyceria umfasst etwa 40 Arten:
- Glyceria acutiflora Torr.: Sie kommt von den gemäßigten Zonen Ostasiens bis China und in den östlichen und zentralen Vereinigten Staaten vor. Mit 2 Unterarten.[1]
- Glyceria alnasteretum Kom.: Sie kommt vom fernöstlichen asiatischen Russland bis zum nördlichen Korea und bis Japan vor.[1]
- Glyceria × amurensis Prob. = Glyceria arundinacea × Glyceria leptorhiza. Sie kommt im fernöstlichen asiatischen Russland vor.[1]
- Glyceria arkansana Fernald: Sie kommt in den zentralen und in den östlichen Vereinigten Staaten vor.[1]
- Glyceria arundinacea Kunth: Sie kommt von Ungarn bis zur Türkei und bis zum fernöstlichen asiatischen Russland vor.[1]
- Glyceria australis C.E.Hubb.: Sie kommt im südwestlichen und im südöstlichen Australien vor.[1]
- Glyceria borealis (Nash) Batch.: Sie kommt vom subarktischen Amerika bis ins nordöstliche Mexiko vor.[1]
- Glyceria canadensis (Michx.) Trin. (Syn.: Glyceria laxa (Scribn.) Scribn.): Sie kommt von Kanada bis in die nördlichen und östlichen Vereinigten Staaten vor.[1]
- Glyceria caspia Trin.: Sie kommt in Transkaukasien vor.[1]
- Glyceria chinensis Keng ex Z.L.Wu: Sie kommt im östlichen Yunnan und im südwestlichen Guizhou vor.[1]
- Glyceria colombiana Gir.-Cañas: Sie kommt in Kolumbien vor.[1]
- Blaugrüner Schwaden (Glyceria declinata Bréb.): Er ist in Makaronesien sowie Europa und Marokko verbreitet und ist in Nordamerika ein Neophyt.[1]
- Glyceria depauperata Ohwi: Sie kommt von den Kurilen bis Japan vor.[1]
- Glyceria ×digenea Domin = Glyceria fluitans × Glyceria maxima: Sie kommt in Europa vor.[1]
- Glyceria drummondii (Steud.) C.E.Hubb.: Sie kommt im westsüdwestlichen Western Australia vor.[1]
- Glyceria elata (Nash) M.E.Jones: Sie kommt vom westlichen Kanada bis in die westlichen und zentralen Vereinigten Staaten vor.[1]
- Flutender Schwaden (Glyceria fluitans (L.) R.Br.): Er ist in Europa bis Turkmenistan weitverbreitet, kommt auch in Marokko vor und ist in Nordamerika, Chile, Australien sowie Neuseeland ein Neophyt.[1]
- Glyceria ×gatineauensis Bowden = Glyceria melicaria × Glyceria striata: Sie kommt im östlichen Kanada und in den nordöstlichen Vereinigten Staaten vor.[1]
- Glyceria grandis S.Watson: Sie kommt vom subarktischen Nordamerika bis in die Vereinigten Staaten vor.[1]
- Glyceria insularis C.E.Hubb.: Sie kommt nur auf der Insel Tristan da Cunha vor.[1]
- Glyceria ischyroneura Steud.: Sie kommt von den Kurilen bis Japan und in Korea vor.[1]
- Glyceria latispicea (F.Muell.) F.Muell.: Sie kommt im östlichen, zentralen und nordöstlichen New South Wales vor.[1]
- Glyceria leptolepis Ohwi (Syn.: Glyceria formosensis Ohwi): Sie kommt von den gemäßigten Zonen Ostasiens bis China und dem fernöstlichen Russland vor.[1]
- Glyceria leptorhiza (Maxim.) Kom.: Sie kommt vom südöstlichen Sibirien bis zur chinesischen Provinz Heilongjiang und in Japan vor.[1]
- Glyceria leptostachya Buckley: Sie kommt vom südöstlichen Alaska bis ins westliche Kalifornien vor.[1]
- Nordischer Schwaden (Glyceria lithuanica (Gorski) Gorski, Syn.: Glyceria triflora (Korsh.) Kom.)[1]: Er ist in Nordosteuropa und in Asien vom Kaukasus bis China, Japan bis zu den Kurilen weitverbreitet.
- Wasser-Schwaden (Glyceria maxima (Hartm.) Holmb.): Er ist von Europa bis ins nordwestliche China verbreitet.[1]
- Glyceria melicaria (Michx.) F.T.Hubb.: Sie kommt vom östlichen Kanada bis in die östlichen Vereinigten Staaten vor.[1]
- Glyceria multiflora Steud.: Sie kommt vom südlichen Brasilien bis nach Argentinien, Uruguay und Chile vor.[1]
- Hain-Schwaden (Glyceria nemoralis (R.Uechtr.) R.Uechtr. & Koern.): Er ist vom östlichen Mitteleuropa und Osteuropa bis zum Kaukasus verbreitet.[1]
- Gefalteter Schwaden (Glyceria notata Chevall., Syn.: Glyceria plicata (Fr.) Fr.): Er ist von Europa bis Pakistan und dem nordwestlichen China sowie Nordwestafrika verbreitet.[1]
- Glyceria nubigena W.A.Anderson: Sie kommt in den zentralen und östlichen Vereinigten Staaten vor.[1]
- Glyceria obtusa (Muhl.) Trin.: Sie kommt vom östlichen Kanada bis in die östlichen Vereinigten Staaten vor.[1]
- Glyceria occidentalis (Piper) J.C.Nelson: Sie kommt vom westlichen Kanada bis in die westlichen Vereinigten Staaten vor.[1]
- Glyceria ×ottawensis Bowden = Glyceria canadensis × Glyceria striata: Sie kommt im östlichen Kanada vor.[1]
- Glyceria ×pedicellata F.Towns. = Glyceria fluitans × Glyceria notata: Sie kommt in Europa vor.[1]
- Glyceria probatovae Tzvelev: Die 2006 erstbeschriebene Art kommt von den südlichen Kurilen bis Japan vor.[1]
- Glyceria pulchella (Nash) K.Schum.: Sie kommt vom subarktischen Amerika bis ins westliche und zentrale Kanada vor.[1]
- Glyceria saltensis Sulekic & Rúgolo: Sie kommt im nordwestlichen Argentinien vor.[1]
- Glyceria septentrionalis Hitchc.: Sie kommt vom südöstlichen Kanada bis nach Mexiko vor.[1]
- Glyceria spicata Guss.: Sie kommt im Mittelmeerraum und in Indien vor.[1]
- Glyceria spiculosa (J.A.Schmidt) Roshev. ex B.Fedtsch.: Sie kommt von Sibirien bis ins nördliche Korea vor.[1]
- Gestreifter Schwaden (Glyceria striata (Lam.) Hitchc.): Er kommt vom subarktischen Nordamerika bis Guatemala vor und ist in Europa und Neuseeland ein Neophyt.[1]
- Glyceria ×tokitana Masamura = Glyceria ischyroneura × Glyceria leptolepis: Sie kommt in Japan vor.[1]
- Glyceria tonglensis C.B.Clarke (Syn.: Glyceria ovatiflora Keng ex Keng f.): Sie kommt vom Himalaja bis ins südliche China vor.[1]
- Glyceria voroschilovii Tzvelev: Die 2006 erstbeschriebene Art kommt auf den südlichen Kurilen vor.[1]

## Belege
- Siegmund Seybold (Hrsg.): Schmeil-Fitschen interaktiv. CD-ROM, Version 1.1, Quelle & Meyer, Wiebelsheim 2002, ISBN 3-494-01327-6.